# Lucjan Mroczkowski
Lucjan Ludwik Mroczkowski (ur. 7 sierpnia 1890 w Mikuszewie, zm. 29 grudnia 1966 w Krotoszynie) – major piechoty Wojska Polskiego, działacz niepodległościowy, kawaler Orderu Virtuti Militari.

## Życiorys
Urodził się 7 sierpnia 1890 w Mikuszewie, w rodzinie Wincentego, nauczyciela i Bronisławy z Wieczorkiewiczów. Po ukończeniu szkoły podstawowej i Seminarium Nauczycielskiego w Kcyni od 1910 pracował jako nauczyciel w Żegrówku, w pow. śmiegielskim. Brał udział w I wojnie światowej, od 6 marca 1916 do 20 grudnia 1918, w stopniu gefrajter służył w armii niemieckiej. W 1917 został ranny.
1 stycznia 1919 wstąpił ochotniczo do Sił Zbrojnych byłego zaboru pruskiego. Od 3 stycznia 1919 uczestniczył w powstaniu wielkopolskim. Dowodził kompanią w składzie Baonu „Wolsztyn”, w walkach o Rakoniewice, Wolsztyn, Kopanicę i Kargową. 12 lutego 1919 został ciężko ranny w walkach pod Kopanicą. Do 12 kwietnia 1919 przebywał w szpitalu w Poznaniu. Następnie pełnił służbę w 7 Pułku Strzelców Wielkopolskich, późniejszym 61 Pułku Piechoty. Uczestniczył w wojnie polsko-bolszewickiej 1920. 3 maja 1922 został zweryfikowany w stopniu kapitana ze starszeństwem z 1 czerwca 1919 i 1867. lokatą w korpusie oficerów piechoty. W kwietniu 1928 został przeniesiony do 83 Pułku Piechoty w Kobryniu. 2 kwietnia 1929 został mianowany majorem ze starszeństwem z 1 stycznia 1929 i 62. lokatą w korpusie oficerów piechoty. W lipcu tego roku został zatwierdzony na stanowisku dowódcy batalionu. W marcu 1930 został przeniesiony do 82 Pułku Piechoty w Brześciu na stanowisko dowódcy batalionu, a we wrześniu tego roku przesunięty na stanowisko kwatermistrza. W marcu 1934 został zwolniony z zajmowanego stanowiska i oddany do dyspozycji dowódcy Okręgu Korpusu Nr IX, a z dniem 31 lipca tego roku przeniesiony w stan spoczynku. Po kampanii wrześniowej 1939 służył w Wojsku Polskim we Francji i Anglii.
Po powrocie w 1947 do kraju pracował kolejno w Urzędzie Likwidacyjnym w Krotoszynie i Ostrowie, w Spółdzielni Rzemieślniczej, Zakładach Mięsnych i Miejskim Przedsiębiorstwie Remontowo-Budowlanym w Krotoszynie. 1 lipca 1959 przeszedł na emeryturę. Udzielał się społecznie, od 1955 należał do Zarządu Powiatowego PCK, a od 1957 do Powiatowego Zarządu ZBoWiD w Krotoszynie.
Zmarł 29 grudnia 1966 w Krotoszynie. Został pochowany na miejscowym cmentarzu parafialnym (sektor 1-4-2).

## Ordery i odznaczenia
- Krzyż Srebrny Orderu Wojskowego Virtuti Militari nr 4327 – 1921[16]
- Krzyż Niepodległości – 20 lipca 1932 „za pracę w dziele odzyskania niepodległości”[17][18][1][19]
- Krzyż Walecznych
- Złoty Krzyż Zasługi
- Wielkopolski Krzyż Powstańczy – 4 listopada 1958[20]
- Medal Pamiątkowy za Wojnę 1918–1921
- Odznaka za Rany i Kontuzje